# Петрус Бумал
Петрус Бумал (на френски: Petrus Boumal) е камерунски футболист, но има и френско гражданство. Играе като полузащитник за Ерзурумспор.

## Състезателна кариера

### Сошо
Бумал е юноша на Сошо. През 2010 година става шампион на Франция в първенството при 17-годишните, като във финалната среща отбелязва едно от попаденията срещу Пари Сен Жермен.
Същата година дебютира за Б отбора срещу Раон-л'Етап. Година по-късно влиза в състава на първия отбор и след няколко мача на резервната скамейка дебютира за първия отбор срещу Дижон.

### Литекс
На 2 юли 2014 г. Бумал подписва договор с Литекс Ловеч като свободен агент.